# Masada (Al-Hasaka)
Masada – wieś w Syrii, w muhafazie Al-Hasaka. W 2004 roku liczyła 862 mieszkańców.